# Nestor (Nesztór)
Nestor Szent Demeter katona barátja volt, akit Diocletianus császár Lyaeus nevű gladiátora elleni küzdelemre kényszerített. Nestor Demeter segítségét kérte, aki „a kereszt jelével erősítette meg”, így le is győzte Lyaeust. A császár dühében saját kardjával ölette meg Nestort, majd Demetert is vértanúhalálra ítélte.
Magyar nyelven az 1500-as évek elején íródott Érdy-kódexben kerül először említésre Demeter vértanúságának történetében.